# Виктория Баденска
Вижте пояснителната страница за други личности с името Виктория.
Виктория Баденска или София Мария Виктория фон Баден (на немски: Sophie Marie Viktoria von Baden; * 7 август 1862, Карлсруе; † 4 април 1930, Рим) е шведска кралица (1907 – 1930), съпруга на крал Густав V.

## Произход
Виктория е родена като принцеса на Великото херцогство Баден, дъщеря на велик херцог Фридрих I фон Баден (1826 – 1907) и Луиза Пруска (1838 – 1923), дъщеря на първия германски император Вилхелм I (1797 – 1888) и Августа Сакс-Ваймарска, дъщеря на велик херцог Карл Фридрих фон Саксония-Ваймар-Айзенах и на Мария Павловна, която е дъщеря на руския император Павел I и на императрица Мария Фьодоровна.

## Кралица на Швеция
Виктория се омъжва на 20 септември 1881 г. в Карлсруе за трон-принц Густав (1858 – 1950) от Швеция и Норвегия, който 1907 г. става като Густав V крал на Швеция.
Тя е политически активна, относително консервативна при демократизацията на страната, известна със своята прогерманска позиция по времето на Първата световна война.
Кралица Виктория умира на 67 г. на 4 април 1930 г. в Рим и е погребана в Стокхолм.
- Кралица Виктория от Швеция
 (1910)
- Кралица Виктория от Швеция
 (1928)

## Деца
Виктория и Густав имат трима сина:
- Густав VI Адолф (1882 – 1973), крал на Швеция
- Вилхелм (1884 – 1965), херцог на Зьодерманланд,
- Ерик (1889 – 1918), херцог на Вестерманланд.